# Поптанич Віктор Степанович
Ві́ктор Степа́нович Попта́нич (11 листопада 1959, Перерісль, УРСР) — український футбольний тренер-викладач вищої категорії.

## Життєпис
Народився у селі Перерослі, що на Прикарпатті. Упродовж 11 сезонів захищав кольори надвірнянського колективу фізкультури «Бистриця», разом з яким здобув «золото» чемпіонату області. 1990 року перейшов до лав коломийського «Покуття», однак незабаром закінчив активні виступи через травму коліна.
Після закінчення кар'єри гравця займався викладацькою діяльністю. Працював у франківській загальноосвітній школі № 13, а 1993 року перебрався до ДЮСШ «Прикарпаття». За деякий час транзитом через приватний ДЮФК «Галичина» перейшов до франківської ДЮСШ № 3. За час роботи приклав руку до становлення таких футболістів як Ігор Худоб'як, Ярослав Годзюр, Віктор Яневич, Степан Боргун, Микола Плетеницький та інших.
2007 року претендував на посаду головного тренера юнацької збірної України (U-18), однак за результатами конкурсу поступився Олександру Лисенку.
Згодом працював у СДЮШОР «Прикарпаття», де одним з найвідоміших його вихованців став Дмитро Гапончук. 2011 року очолював збірну Івано-Франківської області (юнаки 1995—1996 р.н), що посіла третє місце на VI літніх юнацьких спортивних іграх України.
Паралельно зі СДЮШОР очолював надвірнянський «Бескид». 2012 року був запрошений до футбольного клубу «Битків», що зайняв місце надвірнянців у першій лізі обласних змагань.
2014 року очолював долинський «Нафтовик», після чого знову повернувся на тренерський місток «Бескида».
У вересні 2015 року очолив аматорський футбольний клуб «Галичина» з Надвірної.
На місцевих виборах 2015 року балотувався до Надвірнянської районної ради від ВО «Батьківщина».
Протягом 2016—2017 років обіймав посаду тренера-викладача в СДЮШОР «Прикарпаття». Входив до виконавчих комітетів Івано-Франківської обласної федерації футболу та Дитячо-юнацької футбольної ліги Івано-франківської області.
У березні 2017 року повернувся до роботи в ДЮСШ № 3, очоливши юнацьку футбольну команду, що барала участь у змаганнях першої ліги ДЮФЛУ.